# Jean-Jean Marcialis
Jean-Baptiste Marcialis dit Jean-Jean Marcialis est un footballeur français, né le 21 avril 1937 à Ajaccio et mort le 4 juillet 2013 dans la même ville. Il évolue au poste de milieu de terrain de la fin des années 1950 au début des années 1970.
Après des débuts à l'AC Ajaccio, il joue principalement en faveur du SO Montpellier avant de poursuivre sa carrière dans son club formateur et dans l'autre club d’Ajaccio, le GFCO Ajaccio.
Il est le père de Louis Marcialis, également footballeur professionnel et vainqueur de la Coupe de France en 1981 avec le SC Bastia..

## Palmarès
- Champion de France de D2 en 1961 avec le SO Montpellier et en 1967 avec l'AC Ajaccio